# 4961 Timherder
4961 Timherder è un asteroide della fascia principale. Scoperto nel 1958, presenta un'orbita caratterizzata da un semiasse maggiore pari a 3,1568062 UA e da un'eccentricità di 0,2246586, inclinata di 7,85422° rispetto all'eclittica.